# Bilirubin
|  |  |

|  |  |

A bilirubin vagy epefesték a hem sárga színű bomlásterméke. A vörösvérsejteket lebontó szervekben, lépben, májban, bizonyos típusú nyirokcsomókban keletkezik. (Ez adja a horzsolásokból szivárgó folyadék sárga színét, és a helyi bevérzések fokozatos színváltozását is.)
Bizonyos betegségekben (májgyulladás, epepangás, fokozott vörösvértestlebontás) koncentrációja megnő a vérben, és felhalmozódik a bőrben és a szem ínhártyájában (sárgaság, icterus). Ugyancsak megnő a bilirubin mennyisége a vérben komoly böjtölés, koplalás alatt.
A bilirubin sárgásvörös/vörös kristályos anyag, mely hevítésre megfeketedik. Vízben gyakorlatilag nem oldódik, a benzol, kloroform, klórbenzol, szén-diszulfid, savak és bázisok jól oldják.
Georg Städeler(en) izolálta 1864-ben epekövekből. Hans Fischer és Hans Plieninger(de) szintetizálta és tisztázta a szerkezetét 1942-ben.
Az epekő(en) többek között a bilirubin kalciumsóját is tartalmazza. Ökrök epekövéből állítják elő.
A név a latin bilis (epe) és ruber (vörös) szóból származik.

## Kémia
A bilirubin molekulában négy pirrol kapcsolódik egymáshoz de nem alkotnak gyűrűt (nyitottak) (tetrapirrol); ezzel szemben a hemben a négy pirrolrész gyűrűt alkot, amit porfirinnek nevezünk.
A bilirubin szerkezete nagyon hasonló a fikobilin pigment szerkezetéhez, mely néhány algafajban fordul elő, melyek fényenergiát gyűjtenek vele, valamint a fitokrómhoz is, mellyel a növények a fényt érzékelik. Ezekben a molekulákban sem alkotnak a pirrolok gyűrűt (nyílt pirrollánc).
Fény hatására a többi pigmenthez hasonlóan a bilirubin konformációja is megváltozik. Ezt kihasználják a máj fejletlensége miatt sárgasággal született koraszülötteknél: a kék fénnyel megvilágított bilirubin jobban oldódik vízben, mint a nem megvilágított (ezért a beteg csecsemőt kék fénnyel világítják). A normál terhesség után, időre született újszülötteknél is kialakul egy enyhe fokú, veszélytelen, "fiziológiás sárgaság" a magzati hemoglobin gyors lebomlása miatt.

## Szerepe a szervezetben
A bilirubin a hemoglobinból keletkezik. A hemoglobin először szétválik hemre, globinra(en) és vasra a lép, máj és csontvelő sejtjeiben, miközben a hem oxidálódása már megkezdődik:
| ↗ → ↘ |

| hem               |
| vas (Fe2+ → Fe3+) |
| globin            |

A globin a többi fehérjéhez hasonlóan aminosavakra bomlik. A vasat a szervezet teljes egészében felhasználja: a vérvesztésen kívül szinte nincs is vasürítő mechanizmus.
A vízben rosszul oldódó bilirubin albuminhoz kötődve jut el a májba (nem konjugált, más szóval indirekt bilirubin), ahol újra felszabadul, majd UDP-glükuronsavval(en) egyesülve (konjugált, azaz direkt bilirubin) ismét vízoldhatóvá válik, és az epén keresztül a bélbe kerül.[pontosabban?] Az epe sötétzöld színét a biliverdin adja.

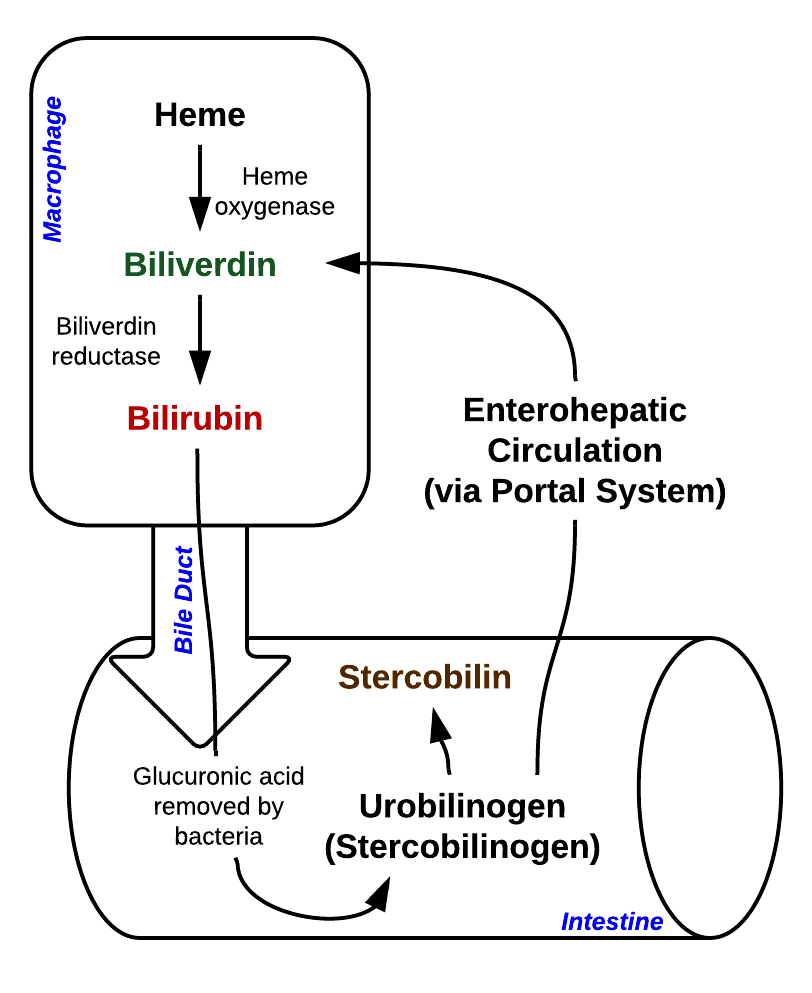
A hem a lép, csontvelő és máj sejtjeiben bilirubinná alakul, majd a véráramon keresztül a májba, az epébe, végül a bélbe kerül

A bélben a bilirubin legnagyobb része szterkobilinogénné, majd barna színű szterkobilinné alakul, és a széklettel ürül. Ez a vegyület adja a széklet barna színét.
A bélbeli bilirubin kis része urobilinogénné alakul és felszívódik a bélfalon át, majd visszakerül a vérkeringésbe. Itt egy része újra bilirubinná alakul, más részét a vese kiválasztja urobilin formájában. Az urokrómmal együtt ez a vegyület adja a vizelet sárga színét.
Normál körülmények között a vizeletben csak kevés urobilinogén van. A bilirubin nem jut át a vesében a glomerulal capsule-kon (Bowman-tok(en)?), csak a konjugált bilirubin. A bilirubin csak akkor jelenik meg a vizeletben, ha a vérben abnormális mennyiségben van jelen (bilirubinuria(en)). A vizeletbe került bilirubin sárga-barna színű, és rázásra sárga habot ad; régebben ezt az egyszerű módszert a bilirubin kimutatására használták (hab-teszt).

## Kimutatás
A ma használt legtöbb teszt azon alapul, hogy a bilirubinból különböző diazóniumsók hatására, az oldat savasságától is függően más-más színű vegyület keletkezik. A gyakorlatban a reagenset tesztcsíkok(en) tartalmazzák, amiket egyszerűen bele kell mártani a friss vizeletbe, és esetleg némi várakozás után össze kell hasonlítani egy színskálával.
Az alább leírt kimutatási módszerek jó része elavult; elsősorban a bilirubin kémiai reakciói miatt érdekesek.
A laboratóriumban általában az össz-bilirubin mennyiségét határozzák meg, de vannak vizsgálatok, melyek külön mutatják ki a direkt (UDP-glükuronsavval konjugálódott) és indirekt (albuminhoz kötött) bilirubint.

### Vizeletből
A tesztek előtt a vizeletet sokszor kloroformmal kirázzák. A kloroform sokkal jobban oldja a bilirubint, így a rázás után a bilirubin legnagyobb része a kloroformba kerül. Mivel a kloroform alig keveredik a vízzel (vizelettel), a kémcső aljáról pipettával kiszívható.
A vizelethez bárium-kloridot adva bárium-szulfát keletkezik, mely magával ragadja a bilirubint. A csapadékot leszűrve eltávolítható a bilirubin, miközben az urobilinogén továbbra is a vizeletben marad. Ezzel kimutatható az urobilinogén olyan próbákkal, melyek a bilirubinra is reagálnak (pl. Ehrlich-teszt(en)), miközben a bilirubin-próbák egy részével (pl. Fouchet-próba vagy Nakajama-reagens alább) a csapadékból is kimutatható a bilirubin. Hasonló hatás érhető el kalcium-hidroxiddal (pl. Huppert-próba alább).

#### Gmelin-próba
5 ml vizelet fölé óvatosan 5 ml tömény salétromsavat csepegtetünk. Ha a vizeletben bilirubin van, a két folyadék érintkezési felületén zöld gyűrű alakul ki.
A salétromsav a bilirubint  elıször  biliverdinné  (zöld),  majd  bilicianinná  (kék)  és  biliprazinná (viola/piros), végül koletelinné (sárga) oxidálja.
A próbát Leopold Gmelin(en) német vegyész dolgozta ki.
A próba érzékenyebb változata a Rosenbach-reakció. A vizeletet szűrőpapíron többször átszűrjük, és üvegbottal tömény salétromsavat csöppentünk a szűrőpapírra. Bilirubin jelenlétében a csöpp körül színes gyűrűk láthatók.
A tesztet Ottomar Rosenbach(en) német orvos dolgozta ki.

#### Lugol-próba
Négy csepp vizeletet Lugol-oldatba cseppentünk és összerázzuk. A vizeletbeli bilirubin zöld elszíneződést okoz.
A Lugol-oldat: 1 g jód és 2 g kálium-jodid 100 ml desztillált vízben oldva.
A tesztet Jean Guillaume Auguste Lugol francia orvosról nevezték el.

#### Bonnano-próba
A vizelethez pár csepp tömény sósavat és nátrium-nitritet adunk. A bilirubinból zöld színű biliverdin keletkezik.

#### Krokievitz-próba
Nátrium-nitrittel és szulfanilsavval a bilirubin élénkvörös lesz, ami 1-2 csepp tömény sósav hatására ametisztkékké változik.

#### Brasham-próba
A kloroformmal kirázott és bepárolt vizeletkivonat salétromsavra élénkvörös színt ad.

#### Fouchet-próba
A vizeletet bárium-kloriddal keverik össze, majd triklórecetsav és vas(III)-klorid keverékét adják hozzá (Fouchet-reagens). Ha van bilirubin a vizeletben, az oldat zöld színűre változik.
A Kapsinov-próba teljesen hasonló. A vizelethez Obermayer-reagenset adnak. Ez füstölgő sósavban oldott vas(III)-klorid. Az eredmény itt is a zöld elszíneződés.
A reagenset Friedrich Obermayer (1861–1925) osztrák belgyógyászról nevezték el.

#### Huppert-próba
A kalcium-hidroxiddal megkötött csapadékról pár csepp alkohollal eluáljuk (kioldjuk a csapadékból) a megkötött bilirubint, és tömény sósavat adunk hozzá. A szükség esetén vízfürdőn melegített oldat zöld színű lesz a bilirubintól.
A Nakajama-reagens a Huppert-próba módosítása. Alkoholban oldott vas(III)-kloridot és sósavat teszünk a bárium-szulfátos csapadékhoz, majd felforraljuk. A bilirubintól az oldat intenzív zöld színű lesz.
A próbát Karl Hugo Huppert(en) német orvos-vegyészről nevezték el.

#### Jolles-próba
A vizeletet bárium-klorid, kloroform és pár csepp sósavval összerázzuk és a csapadékot megszárítjuk. Egy-két csepp tömény kénsavra a bilirubin kékre vagy ametisztkékre színeződik.
A próbát Adolf Jolles (1863–1942) osztrák vegyészről nevezték el.

#### Gluzinszky-próba
A vizeletet formalinnal forraljuk, amitől bilirubin jelenlétében zöld színű lesz. Pár csepp sósav hatására ametisztkékké/ibolyaszínűvé változik.

#### With-próba
A vizeletet a kalcium-foszfát csapadék magához köti. Savban való oldás után a Jendrassik-Gróf eljárás szerint határozzuk meg a bilirubin-tartalmat.

### Vérből
Az össz-bilirubin normál szintje a vérben 17, a direkt bilirubiné 5 μmol/l alatt kell legyen. Csecsemőknél a bilirubint konjugáló enzimrendszer éretlensége miatt általában 50–200 μmol/l között van. 300 μmol/l fölött be kell avatkozni az agykárosodás veszélye miatt. 400 μmol/l fölött részleges vércserét végeznek. A vércsere elkerülésére kék fénnyel ún. újszülöttkori fényterápiát alkalmaznak, amely hatására közvetlenül a bőrben, illetve a bőr alatti kapillárisokban a bilirubin a vese által kiválasztható vegyületté alakul.

#### Van den Bergh-próba
Az Ehrlich-reagenssel(en) diazotáljuk a bilirubint színes vegyületté. A próba mennyiségi meghatározásra is alkalmas, és elkülöníthető a direkt és indirekt bilirubin (az előbbi esetben a színreakció már alkoholos kezelés nélkül is jelentkezik).

#### Jendrassik-Gróf-próba
Nátrium-acetátos koffeinoldat segíti elő a diazotálást. A direkt és indirekt bilirubin külön-külön mennyiségileg mérhető.
A próbát Jendrassik Loránd (1896–1970) magyar orvosról nevezték el.